# Taracus gertschi
Taracus gertschi is een hooiwagen uit de familie Sabaconidae.